# Климат Симферополя
Климат Симферополя — предгорный, сухостепной, с мягкой зимой и жарким, продолжительным летом. По микроклиматической классификации Крыма климат всей предгорной полосы Симферополь — Белогорск — Старый Крым можно охарактеризовать как мягко-континентальный, предгорный, полузасушливый, тёплый с мягкой зимой. Средняя температура января +0,6 °C, июля +22,6 °C. Поскольку Симферополь удалён от Чёрного моря более чем на 30 км, здесь более выражена континентальность климата. Разница между рекордами температур составляет 70 °C, в то время как в прибрежном Севастополе уже 60 °C, а в защищённой горами Ялте только 51 °C.

## Инсоляция
Среднегодовое числa часов солнечного сияния в Симферополe составлает 2 400 часов, что несколько ниже, чем в Анапе (2 500) и Евпатории — рекордсмене по этому показателю в прибрежном Крыму (2 450), но выше показателя Сочи и Ялты (2 250).

## Осадки
Среднегодовой уровень осадков 450 мм. При этом, в зависимости от года, оно может варьировать в очень широких пределах: от 192 до 673. Максимум осадков приходится на лето, однако близость к средиземноморскому климату делает невыраженный вторичный максимум осадков, приходящийся на декабрь. На вегетационный период приходится в среднем 270 мм осадков.

## Сезоны
Симферополь расположен почти на стыке умеренного и субтропического средиземноморского климатического пояса. Для него выражены 4 сезона: ранняя, но относительно затяжная весна (середина февраля — середина мая), длительное и жаркое лето (середина мая — конец сентября), долгая и тёплая осень (как правило, её окончанием считается Новый год), и короткая и мягкая зима, сроки наступления и окончания которой весьма непостоянны. Поэтому, как правило, в среднем, зимой в Симферополе считается только январь и первая половина февраля.

### Зима
Зима в Симферополе очень мягкая и изменчивая. Погода нестабильная: похолодания и морозы сменяются сильными потеплениями, достигающими порой +10…+15 °C и выше. Средний максимум в Симферополе всегда остаётся положительным, что означает отсутствие постоянного снежного покрова в течение всей зимы, за исключением очень редких и очень холодных зим. Климатическая зима в Симферополе очень короткая, и длится всего месяц. Осадки могут выпадать в любом виде, в зависимости от характера погоды. Морозы ниже −10…-15 °C бывают в городе достаточно редко. Сроки наступления и окончания зимы сильно варьируются. B тёплые годы зима отсутствует, а погода до самой весны представлает собой глубокую дождливую осень. Самая низкая температура в истории метеонаблюдений отмечалась 22 января 2006 год года и составила —25,2 °C.

### Весна
Весна в город приходит рано, впрочем, сроки её наступления сильно варьируются от года к году. В отдельные годы весна может напрямую плавно перейти из осени, в случае мягкой зимы. В среднем же весна наступает в начале марта, заморозки исчезают в среднем к середине марта, однако в отдельные годы весна может прийти только к концу марта или даже к апрелю, так как март также изменчив, как и зима. К концу марта начинается цветение степи и распускание деревьев. Учитывая некоторую удалённость от моря, нарастание весенних температур в Симферополе происходит более активно, чем в Севастополе, где долго прогревается остывшее за зиму море и где с его стороны весной долго тянет сыростью и прохладой.

### Лето
Лето приходит в середине мая. Лето в Симферополе длительное, жаркое и засушливое. Длится оно в среднем 4,5 месяца, начинаясь в середине мая и оканчиваясь в самом конце сентября. Доминирует ясная погода, а осадки выпадают почти исключительно во время гроз. В некоторые годы летом практически не выпадают осадки, бывают шквалы, град.
Самая высокая температура летом отмечалась в течение аномально жаркого лета 2010 года, и 8 августа составила +39,5 °C. В июле максимальная температура была зафиксирована 28 июля 1971 года и составила +39,3 °C.

### Осень
Осень в Симферополе долгая и тёплая. Она продолжается с октября по декабрь, иногда сливаясь с весной. Погода меняется постепенно, часто происходит возврат тепла вплоть до середины ноября, когда погода меняется на сырую и пасмурную. С декабря начинаются устойчивые ночные заморозки и снегопады, формируется временный снежный покров, происходят частые колебания температуры.
- Среднегодовая температура — +11,3 °C
- Среднегодовая скорость ветра — 4,4 м/с
- Среднегодовая влажность воздуха — 74 %

| Показатель                                           | Янв. | Фев.  | Март  | Апр.  | Май  | Июнь | Июль | Авг. | Сен. | Окт. | Нояб. | Дек.  | Год  |
| ---------------------------------------------------- | ---- | ----- | ----- | ----- | ---- | ---- | ---- | ---- | ---- | ---- | ----- | ----- | ---- |
| Абсолютный максимум, °C                              | 21,4 | 22,9  | 29,7  | 31,5  | 34,2 | 37,7 | 39,3 | 39,5 | 38,2 | 34,3 | 29    | 23,4  | 39,5 |
| Средний суточный максимум, °C                        | 5,9  | 9,1   | 12,2  | 15,9  | 21,4 | 25,7 | 28,9 | 28,7 | 23,1 | 17   | 10,4  | 5,6   | 16,2 |
| Средняя температура, °C                              | 0,6  | 1,5   | 5,0   | 10,5  | 15,8 | 20,0 | 22,6 | 22,4 | 17,1 | 11,4 | 6,4   | 2,6   | 11,3 |
| Средний суточный минимум, °C                         | −2,9 | −3,2  | −0,2  | 4,8   | 9,5  | 13,9 | 16,5 | 16,1 | 11,6 | 6,8  | 2,2   | −1,1  | 6,2  |
| Абсолютный минимум, °C                               | −25  | −20,2 | −17,4 | −11,1 | −8,4 | 0,7  | 3,6  | 4,8  | −4,1 | −9,4 | −19,7 | −23,2 | −25  |
| Норма осадков, мм                                    | 39   | 36    | 37    | 34    | 34   | 58   | 47   | 52   | 42   | 42   | 49    | 45    | 515  |
| Источник: Погода и климат, Погода и климат 1991-2020 |      |       |       |       |      |      |      |      |      |      |       |       |      |

| Показатель                    | Янв. | Фев. | Март | Апр. | Май  | Июнь | Июль | Авг. | Сен. | Окт. | Нояб. | Дек. | Год   |
| ----------------------------- | ---- | ---- | ---- | ---- | ---- | ---- | ---- | ---- | ---- | ---- | ----- | ---- | ----- |
| Средний суточный максимум, °C | 5,2  | 7,1  | 11,3 | 16,9 | 22,3 | 27,5 | 30,1 | 31,4 | 25,2 | 18,6 | 12    | 7,6  | 17,9  |
| Средняя температура, °C       | 2    | 3,3  | 6,4  | 11,1 | 16,4 | 21,5 | 24   | 24,7 | 19,1 | 13,4 | 8,1   | 4,6  | 12,9  |
| Средний суточный минимум, °C  | −1,4 | −0,5 | 1,4  | 5,3  | 10,5 | 15,5 | 17,8 | 18   | 12,9 | 8,3  | 4,2   | 1,6  | 7,8   |
| Норма осадков, мм             | 43,3 | 36,9 | 18,5 | 38,5 | 41,8 | 38,3 | 41,9 | 26   | 26,2 | 24,3 | 44,5  | 52,3 | 432,4 |
| Источник: pogodaonline.ru,    |      |      |      |      |      |      |      |      |      |      |       |      |       |